# Tetramesa dalhousiae
Tetramesa dalhousiae är en stekelart som först beskrevs av Durgadas Mukerjee 1981.  Tetramesa dalhousiae ingår i släktet Tetramesa och familjen kragglanssteklar. Inga underarter finns listade i Catalogue of Life.